# Джоуи Джордисън
Нейтън Джонас Джордисън (на английски: Nathan Jonas Jordison), познат като Джоуи Джордисън, е американски барабанист.
Той е известен с участието си като барабанист в неометъл групата „Слипнот“ през 1990-те и 2000-те години, както и с участието си като китарист в Murderdolls, глем рок/хорор пънк група, която самият той създава в началото на 2000 г. Тази група е в застой и с неясно бъдеще. От пролетта на 2006 г. е барабанист за изпълнения на живо на индъстриъл метъл групата Ministry. През лятото на 2007 г., Джордисън пътува с Корн на Летните Европейски фестивали и за фестивала Family Values Tour.

## Биография
През 1997 Slipknot издават албум, с който добиват популярност, на 51 място в класацията Билборд и Джордисън прави няколко турнета включително Ozzfest tours. С издаването на албума Iowa  през 2001 г. Джордисън добива статута на звезда и става много популярен като барабанист, албумът дебютира на трето място в американските Билборд класации и на първо място в UK и Канада. След турнетата си със Слипнот Джордисън ремиксира песента „The Fight Song“ на Мерилин Менсън, която влиза в саундтрака на филма Заразно зло като и работи по видеоклипа на Tainted Love. През 2002 заедно с Wednesday 13 и Tripp Eisen (бивш китарист на Static-x) Джордисън формира своята група Murderdolls. Там той свири без маска и записва албум. През 2004 г. записва четвъртия си поред албум със Слипнот, Vol. 3: (The Subliminal Verses), който е на второ място в британските и американските класации. През лятото на 2004 г. на фестивала Даунлоуд (на английски: Download Festival), барабанистът на Металика Ларс Улрих e възпрепятстван да свири с групата. Заместват го Джордисън и Дейв Ломбардо (от Slayer). Понастоящем Джоуи е барабанист в Ministry в техния MasterBaTour 2006.

## Инструменти
Джордисън ползва барабани Pearl с Pearl хардуер, прехвърляйки се от Tama хардуер заради записа на Volume 3 на Slipknot. Понастоящем той свири с MMX Drum Set, чинели Paiste, палки Ahead и кожи Remo.

## Историята зад маската
Всички в Slipknot свирят с маски на лицата, а маската на Джордисън е традиционна японска Кабуки. Когато бил дете майка му му подарила такава за Хелоуин, и по-късно се възползва от идеята. За албума Iowa напръсква маската с боя, за да имитира кръв по нея. За разлика от останалите в Slipknot той няма татуировки, но за сметка на това има много пиърсинги.